# Euregio Alpen Méditerranée

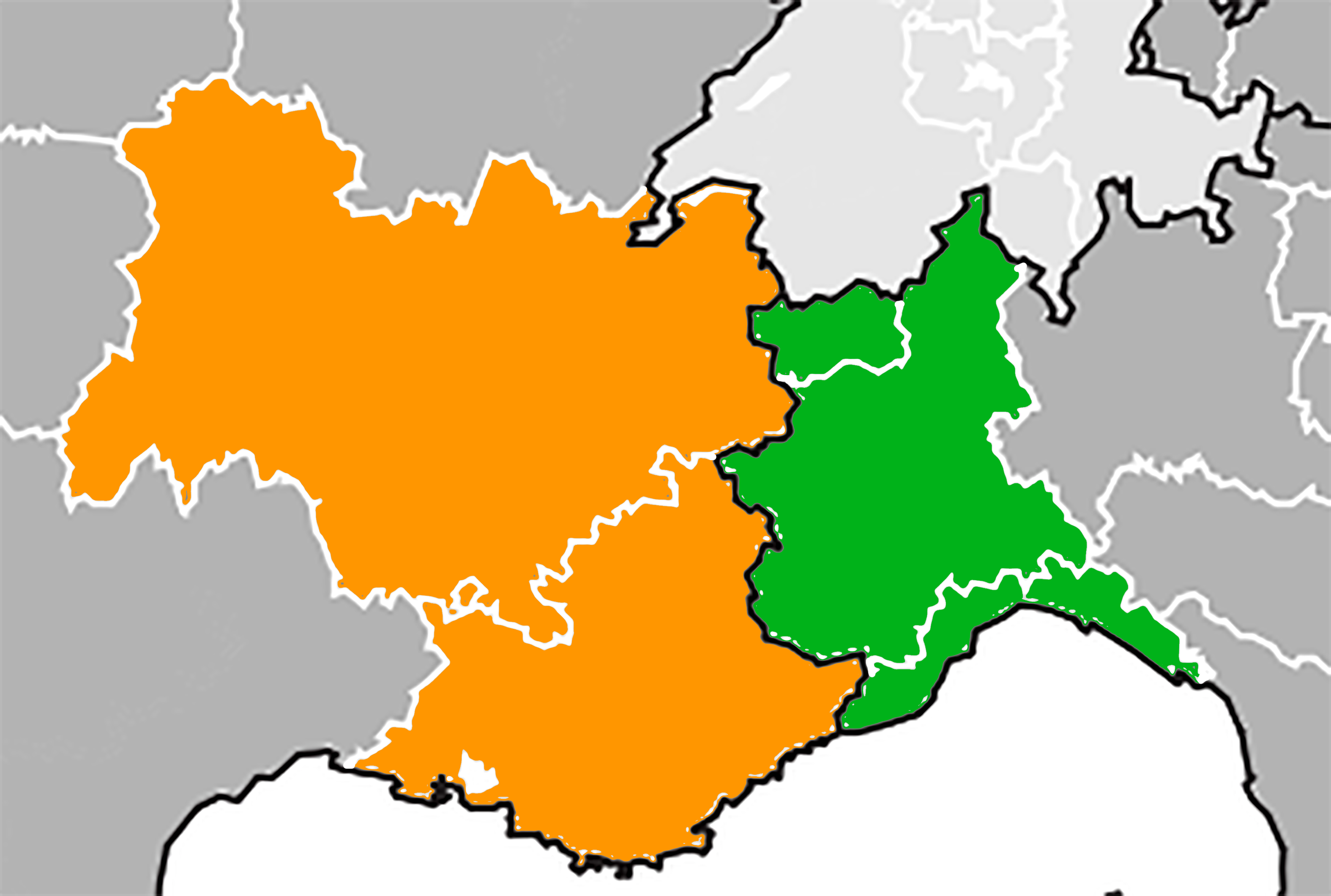

De Euregio Alpen Méditerranée is een trans-nationaal samenwerkingsverband (Euregio) gevormd door de landen Frankrijk en Italië en hun bestuurlijke regio's die gelegen zijn in het gebied van de Alpen en de Middellandse Zee.  Op 10 juli 2007 werd de Euregio opgericht. Ze bestaat uit twee Franse regio's en drie Italiaanse regio's:
- Frankrijk
  - Rhône-Alpes
  - Provence-Alpes-Côte d'Azur
- Italië
  - Aosta
  - Piëmont
  - Ligurië

Het omvat een gebied van ongeveer 110.460 vierkante kilometer en heeft meer dan 17 miljoen inwoners. De grootste steden zijn Lyon en Marseille aan de Franse kant en Turijn en Genua aan Italiaanse zijde.

## Kaart

Kaart van de Euregio Alpen Méditerranée